# São Francisco Xavier (São José dos Campos)
São Francisco Xavier é um distrito do município brasileiro de São José dos Campos, que integra a Região Metropolitana do Vale do Paraíba e Litoral Norte, no interior do estado de São Paulo.

## História

### Origem
A origem de São Francisco Xavier está ligada ao fato da localidade ter sido passagem e pouso de tropeiros que vinham de Minas Gerais vender os produtos em São José dos Campos. 
No povoado havia apenas uma capela, construída em taipa de pilão, e algumas casas, além de escola pública, armazém e farmácia. A iluminação pública foi inaugurada em 1911, e o abastecimento público de água era feito através dos córregos e nascentes da região.
Para melhorar o abastecimento, a prefeitura instalou um reservatório e distribuía a água por meio de bicas. Nesse período todos os melhoramentos urbanos eram executados pelos moradores, coordenados por um inspetor da prefeitura.
Entre 1942 e 1951 a igreja matriz foi ampliada e reformada, permanecendo somente a torre em taipa. Por muito tempo sua economia foi limitada à agropecuária.

### Formação administrativa
- O distrito foi criado pela Lei nº 59 de 16/08/1892, com sede no bairro de São Francisco Xavier, município de São José dos Campos[4][5].
- Distrito policial criado em 03/10/1892[6].

## Geografia

### Demografia

#### População urbana
| Crescimento população urbana | Crescimento população urbana | Crescimento população urbana | Crescimento população urbana |
| Censo                        | Pop.                         |                              | %±                           |
| ---------------------------- | ---------------------------- | ---------------------------- | ---------------------------- |
| 1934                         | 182                          |                              |                              |
| 1940                         | 225                          |                              | 23,6%                        |
| 1950                         | 250                          |                              | 11,1%                        |
| 1960                         | 358                          |                              | 43,2%                        |
| 1970                         | 503                          |                              | 40,5%                        |
| 1980                         | 722                          |                              | 43,5%                        |
| 1991                         | 725                          |                              | 0,4%                         |
| 2000                         | 1 036                        |                              | 42,9%                        |
| 2010                         | 1 665                        |                              | 60,7%                        |
| Fonte: IBGE e Fundação SEADE |                              |                              |                              |

#### População total
Pelo Censo 2010 (IBGE) a população total do distrito era de 3 852 habitantes, sendo 1 965 homens e 1 887 mulheres, possuindo um total de 2 117 domicílios particulares.

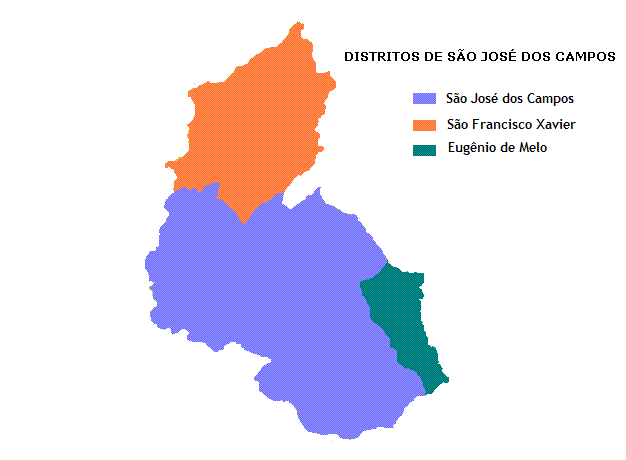
Limites territoriais dos distritos de São José dos Campos.

### Área territorial
A área territorial do distrito é de 300,860 km².

### Rodovias
O distrito fica a 54,8 km quilômetros do centro de São José dos Campos e o acesso é feito por estrada asfaltada, através da rodovia SP-50, passando por Monteiro Lobato. A estrada até o distrito é em meio à Serra da Mantiqueira, sendo que o trecho entre Monteiro Lobato e São Francisco Xavier foi restaurado no início de 2009. Outra opção é a ligação por trilhas e estradas de terra para o distrito de Monte Verde, em Camanducaia.

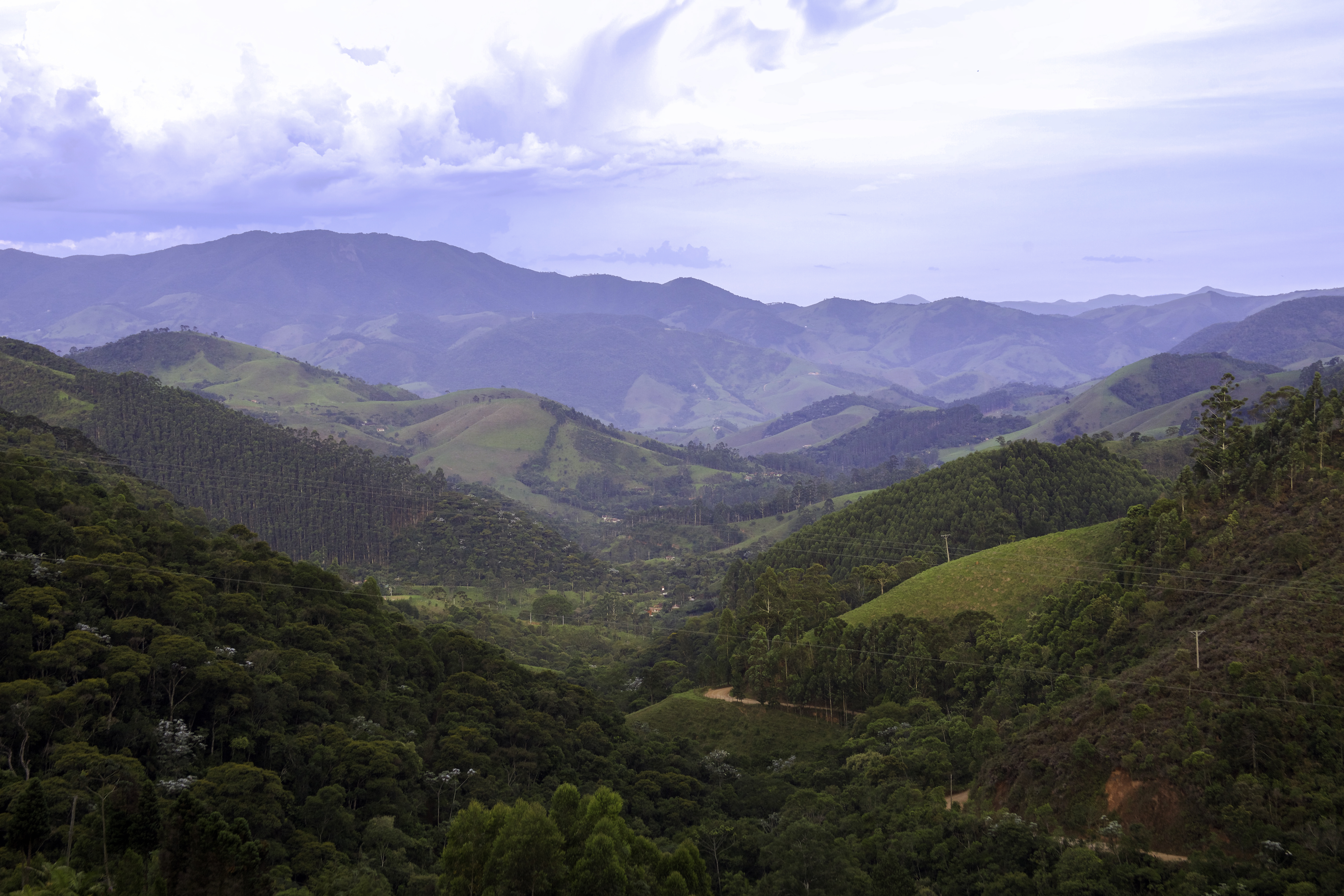
Vista local da Serra da Mantiqueira.

### Topografia
O distrito está a 720 metros de altitude. O ponto culminante é o Pico do Selado, com 2.082 metros acima do nível do mar, de onde se avistam as cidades vizinhas em meio a um relevo de montanhas e vales.

### Área de proteção ambiental
Em 2002 foi aprovada a Lei nº 11.262 de 08/11/2002, declarando Áreas de Proteção Ambiental o trecho da Serra da Mantiqueira e áreas urbanas no município de São José dos Campos, incluindo São Francisco Xavier, com o objetivo de disciplinar o processo de ocupação do local.

## Serviços públicos

### Registro civil
Atualmente é feito no próprio distrito, pois o Cartório de Registro Civil das Pessoas Naturais ainda continua ativo.

### Saneamento
O serviço de abastecimento de água é feito pela Companhia de Saneamento Básico do Estado de São Paulo (SABESP).

### Energia
A responsável pelo abastecimento de energia elétrica é a EDP São Paulo, antiga Bandeirante Energia.

### Telecomunicações
O distrito era atendido pela Telecomunicações de São Paulo (TELESP), que inaugurou a central telefônica utilizada até os dias atuais. Em 1998 esta empresa foi vendida para a Telefônica, que em 2012 adotou a marca Vivo para suas operações.

## Atrações turísticas

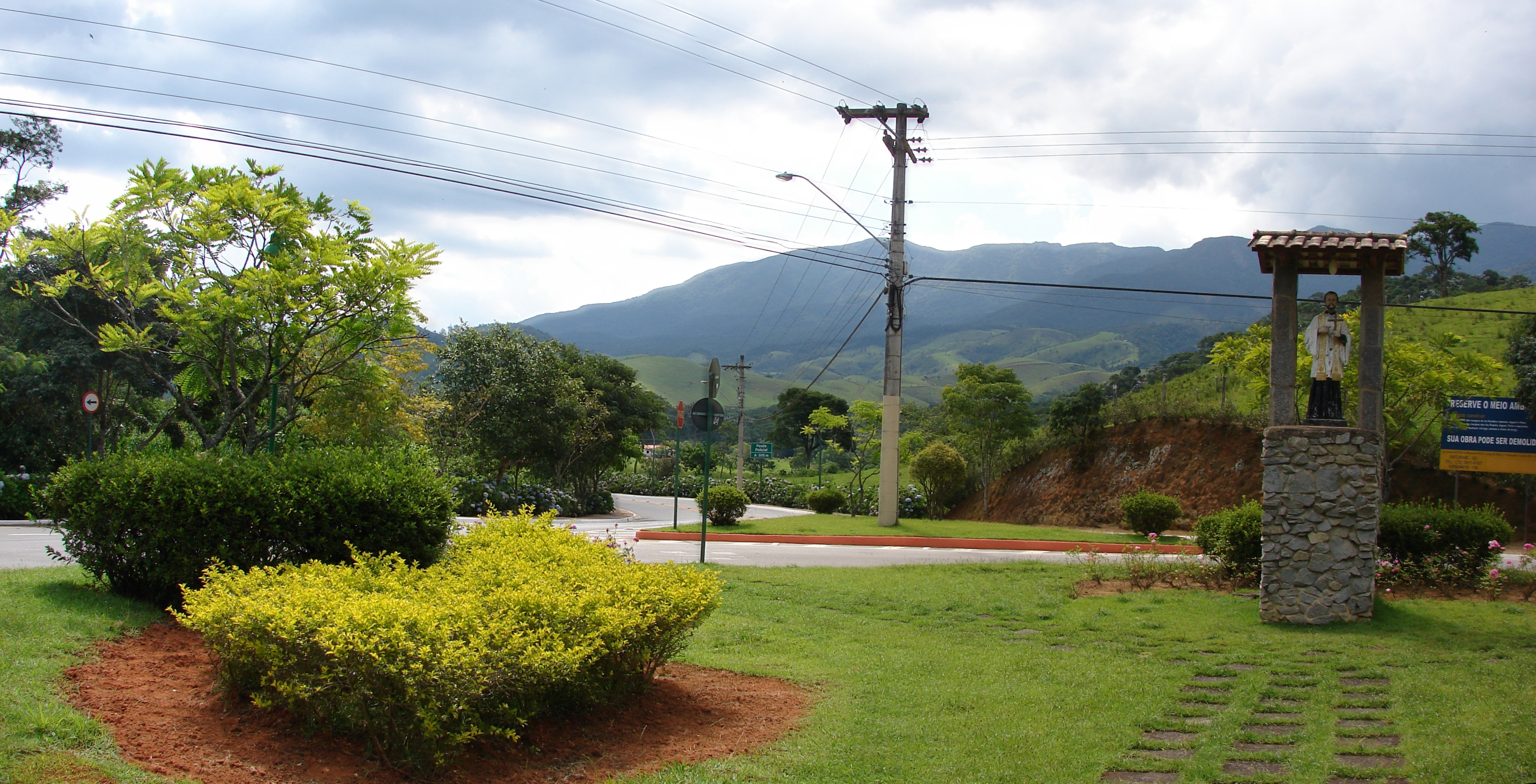
Aspecto local.

São Francisco Xavier é uma região privilegiada pela beleza e exuberância das paisagens. O local é cercado de picos e cumes, serras, pedras e quedas d'água, considerados atrativos turísticos para os visitantes. Sua área de preservação ambiental (APA) abriga inúmeros animais selvagens como jaguatiricas, pacas, capivaras, esquilos, cobras, lagartos e o famoso macaco muriqui.

### Ecoturismo
No local pode-se praticar ecoturismo e turismo de aventura como montanhismo, fazer trilhas e estar em contato da natureza, possuindo várias trilhas para caminhadas e mountain bike. Também há uma rota de vôo livre e vários pontos para praticar parapente.

### Montanhas

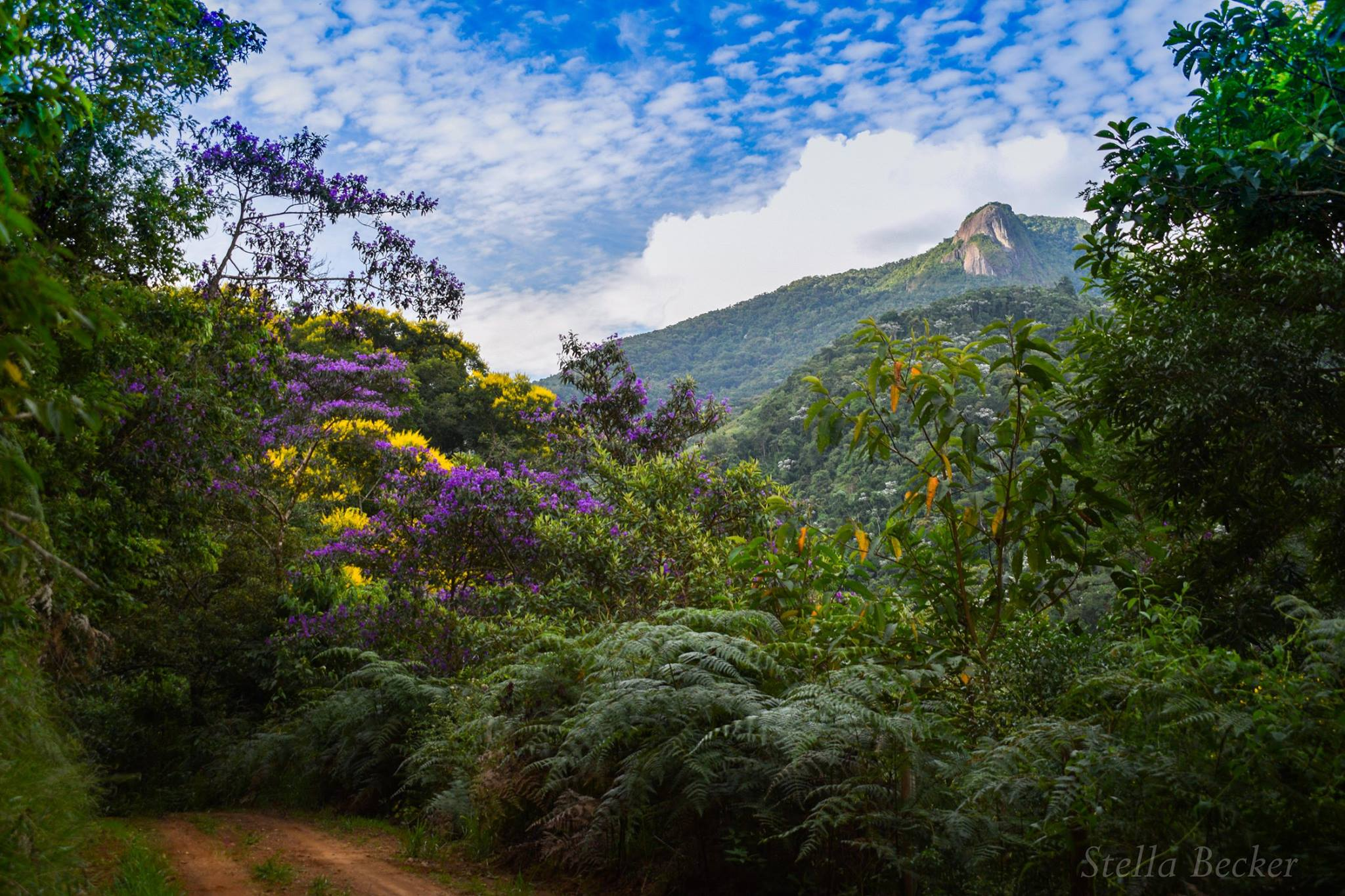
Serra do Queixo D’Anta.

- Pico do Selado – 2.082 metros de altitude, ideal para prática de alpinismo, com vista panorâmica de diversas cidade da região.
- Pico do Focinho D’Anta - 1.712 metros de altitude, localizado na Serra do Queixo D’Anta, com vista panorâmica de várias cidades do Vale do Paraíba.
- Serra do Queixo D’Anta - 1.740 metros de altitude, também com vista panorâmica do Vale do Paraíba, nela se encontra a Pedra do Capim Azul, com 1.400 metros de altitude.
- Serra de Santa Bárbara - 1.578 metros de altitude, onde se encontra a Pedra Pouso do Rochedo, com 1.300 metros de altitude.
- Pedra do Porquinho - as atrações são as pedras com escadas para acessar o cume e ampliar a visão de 360º do horizonte.

### Cachoeiras

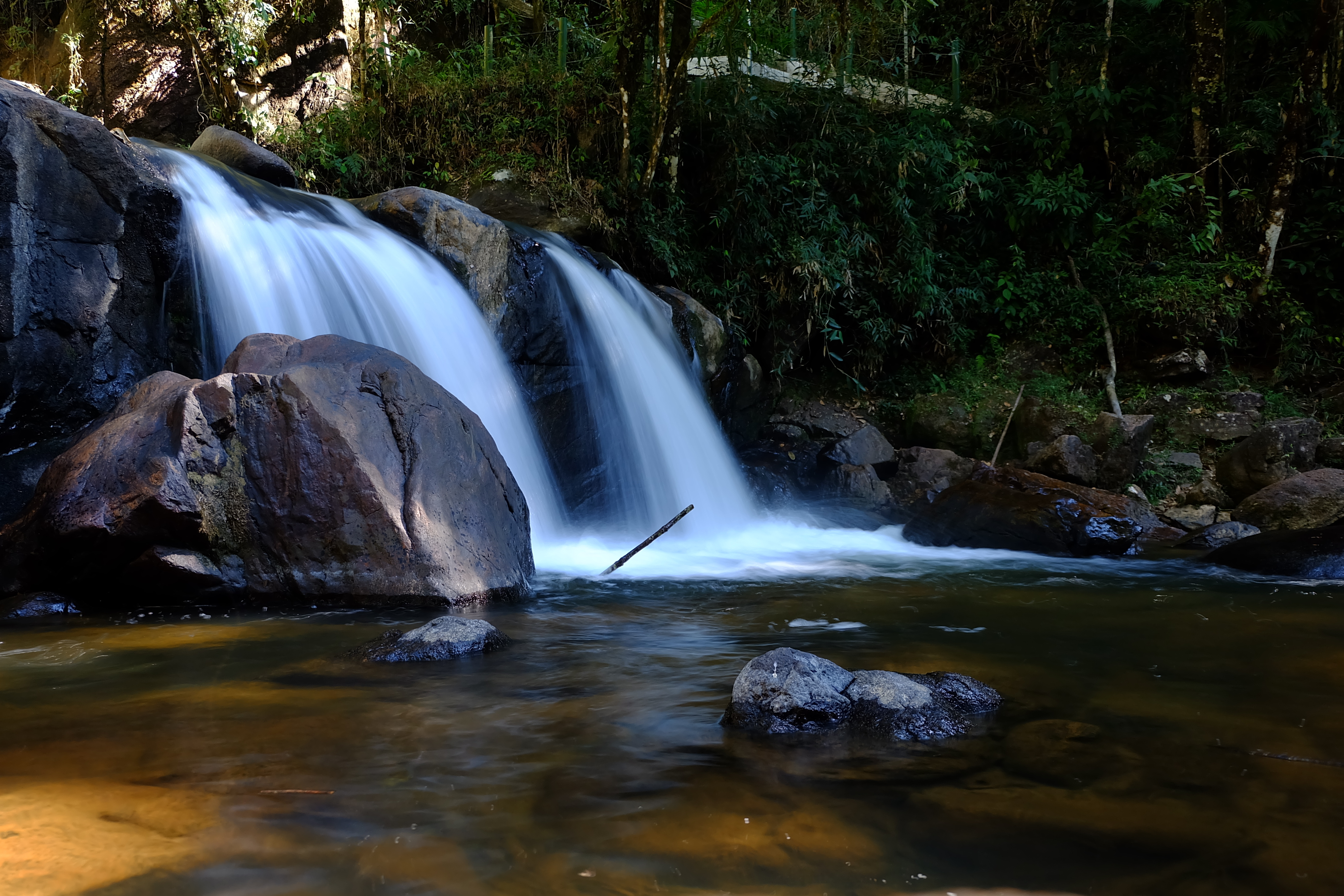
Cachoeira Pedro David.

A localidade também conta com diversas corredeiras e quedas d'água:
- Cachoeira Pedro Davi - com 15 metros de altura em várias quedas, tem estrutura para os visitantes com vestiários, banheiros, área para alimentação e playground.
- Cachoeira do Roncador - no ribeirão Roncador, confluência com o rio do Peixe.
- Cachoeira do Sabão - com 25 metros de altura em três quedas, no córrego do Sabão, confluência com o rio do Peixe.

Além das cachoeiras Pouso do Rochedo, das Couves, da Gruta, do Degrau Furado, do Campo, da Escada, entre outras.

### Tradições locais

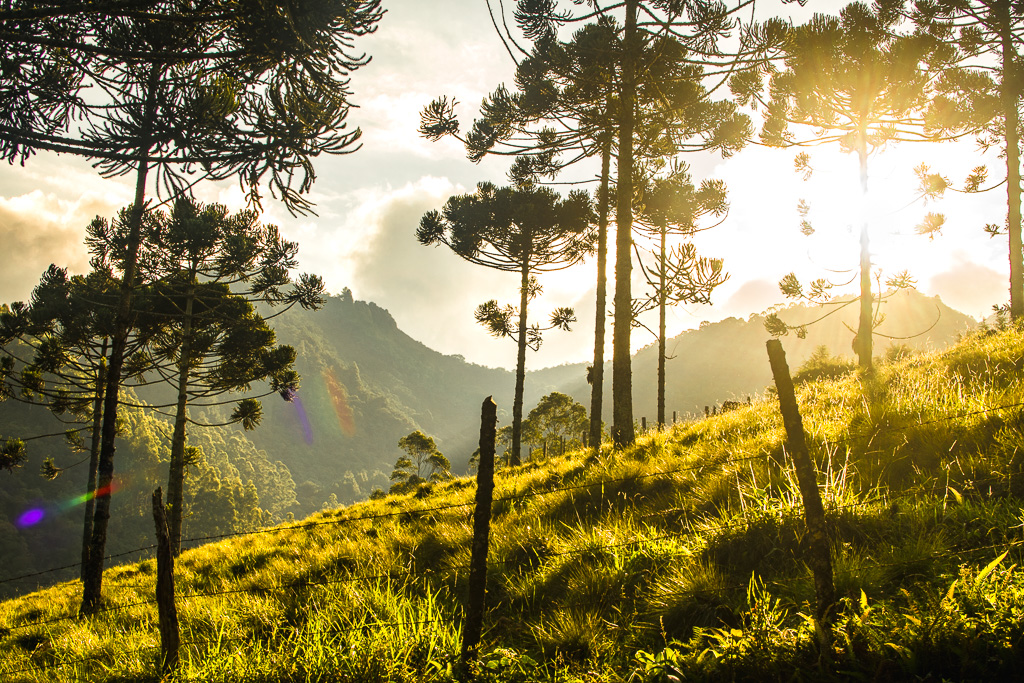
Paisagem local.

O distrito mantém algumas tradições como: o artesanato típico, vendido na praça central, que dispõe de barracas que oferecem opções de artesanato em tecido e madeira, além de outros produtos, como geléias e doces caseiros; e as festas, sendo as principais a Festa do Tropeiro, a Fresta da Carpição e a Festa São Gonçalo, além das datas comemorativas do próprio distrito.

### Culinária
A culinária traz alguns pratos diferenciados, os mais famosos são os que incluem como ingrediente o pinhão, como a broa, chamada de João Deitado, que leva pinhão na massa e é assada na folha de bananeira, e o bolinho caipira, que tem pinhão na massa e no recheio.

## Religião
O Cristianismo se faz presente no distrito da seguinte forma:

### Igreja Católica
- A igreja faz parte da Diocese de São José dos Campos[19].

### Igrejas Evangélicas
- Congregação Cristã no Brasil[20].